# Самолети: Спасителен отряд
„Самолети: Специален отряд“ (на английски: Planes: Fire & Rescue) е американска компютърна анимация от 2014 година, продължение на „Самолети“ през 2013 година, спиноф от филмовата поредицата „Колите“ на Пиксар, продуциран от DisneyToon Studios и е разпространен от Walt Disney Pictures на 18 юли 2014 г. Актьорите Дейн Кук, Стейси Кийч, Брад Гарет, Тери Хачър, Дани Ман и Седрик Шоумена повтарят ролите си съответно на гласовете на героите Дъсти, Скипър, Чъг, Доти, Спарки и Ледботъм. Сред новите членове на актьорския състав са Хал Холбрук, Джули Боуен, Ед Харис, Реджина Кинг, Уес Студи, Патрик Уорбъртън и Дейл Дай.

## Синхронен дублаж
| Персонаж                      | Английски език         | Български език         |
| ----------------------------- | ---------------------- | ---------------------- |
| Дъсти                         | Дейн Кук               | Иван Велчев            |
| Скипър Райли                  | Стейси Кийч            | —                      |
| Спарки                        | Дани Ман               | Любомир Фърков         |
| Лил Дипър                     | Джули Боуен            | Ася Рачева             |
| Чъг                           | Брад Гарет             | Георги Иванов          |
| Доти                          | Тери Хачър             | Александра Сърчаджиева |
| Мару                          | Къртис Армстронг       | Димитър Иванчев        |
| Блейд Рейнджър                | Ед Харис               | Христо Чешмеджиев      |
| Уиндлифтър                    | Уес Студи              | Марин Янев             |
| Каби                          | Дейл Дай               | Стоян Цветков          |
| Динамит                       | Реджина Кинг           | Бояна Николова         |
| Пинекон                       | Кори Инглиш            | Живка Донева           |
| Уини                          | Ани Меара              | Живка Донева           |
| Харви                         | Джери Стилър           | Стефан Димитриев       |
| Министър на вътрешните работи | Фред Уилард            | Стефан Стефанов        |
| Дрип                          | Мат Л. Джоунс          | Иван Петков            |
| Ник                           | Ерик Естрада           | Росен Русев            |
| Пуларски                      | Патрик Уорбъртън       | Петър Чернев           |
| Кад Спинър                    | Джон Майкъл Хигинс     | Георги Стоянов         |
| Ол Джамър                     | Бари Корбин            | Сава Пиперов           |
| Мейдей                        | Хал Холбрук            | Стефан Мавродиев       |
| Пач                           | Кари Уолгрен           | Златина Тасева         |
| Портиера Пити                 | Рене Обержоноа         | Кристиян Фоков         |
| Avalanche                     | Браян Калън            | —                      |
| Блекаут                       | Дани Пардо             | —                      |
| Ледботъм                      | Седрик Шоумена         | —                      |
| Райкър                        | Кевин Майкъл Ричардсън | —                      |
| Буба                          | Брад Пейсли            | —                      |
| Стив                          | Стив Шрипа             | —                      |
| Брент Мустангбургер           | Брент Мусбургер        | —                      |
| Броди                         | Джон Раценбергер       | —                      |

| Обработка                       | Доли Медия Студио                     |
| ------------------------------- | ------------------------------------- |
| Режисьор на дублажа             | Даниела Горанова                      |
| Преводач Творчески директор     | Венета Янкова                         |
| Микс студио                     | Shepperton International              |
| Продуцент на българската версия | Disney Character Voices International |